# Tommaso Villa

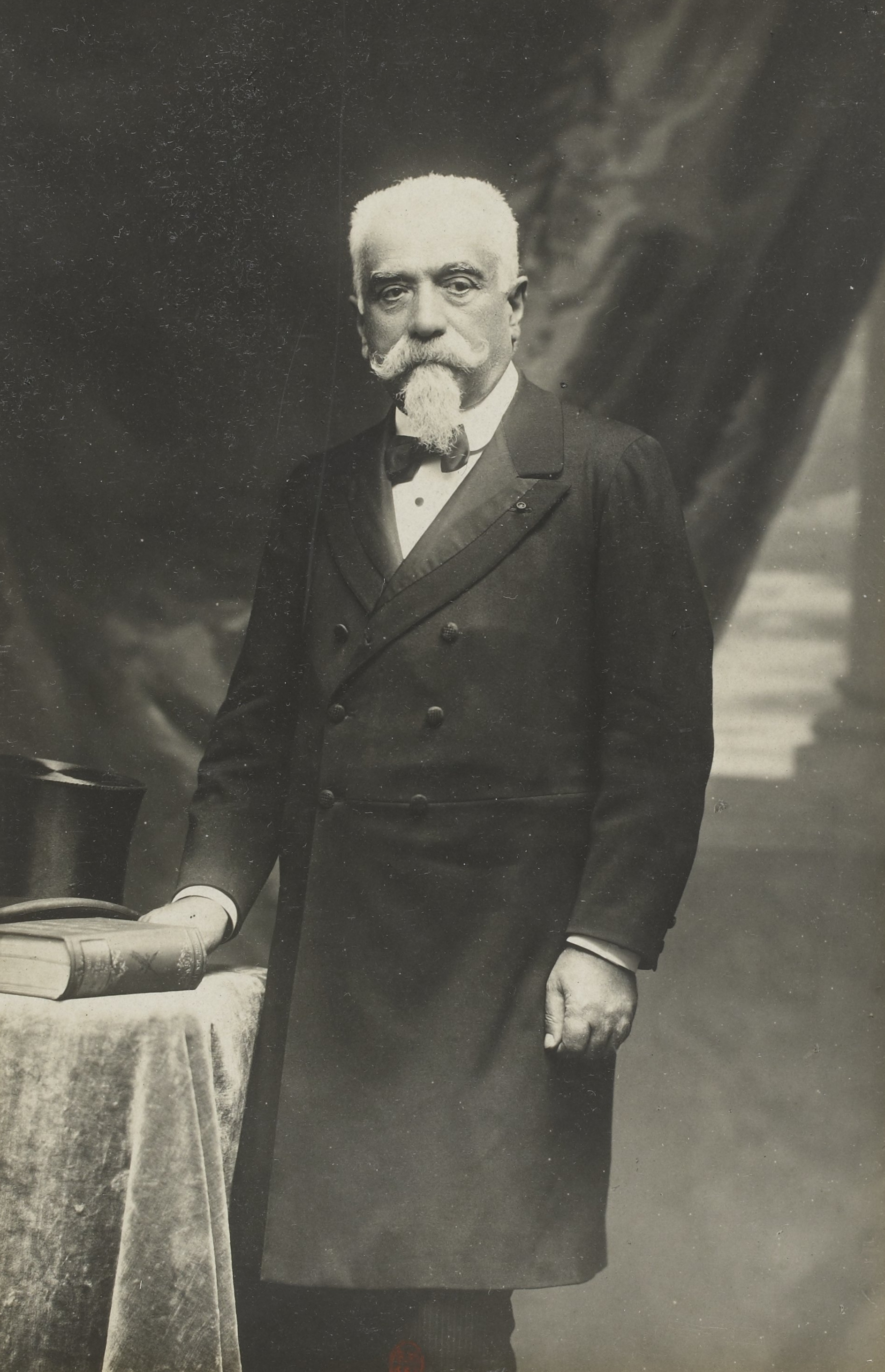

Tommaso Villa, född 29 januari 1830 i Canale, död 24 juli 1915 i Turin, var en italiensk politiker.
Villa studerade juridik i Turin och var därefter verksam som advokat. Han invaldes i deputeradekammaren 1865 och var inrikesminister i Benedetto Cairolis liberala ministär (tiden juli 1879 till maj 1881). Ministären störtades på Tunisfrågan. Som president i deputeradekammaren fungerade Villa 1895–97 och 1900–02. Han gjorde sig känd även som juridisk skriftställare och författade dramat Alessandro III.